# Wallfahrtskirche St. Ulrich (Mühldorf)

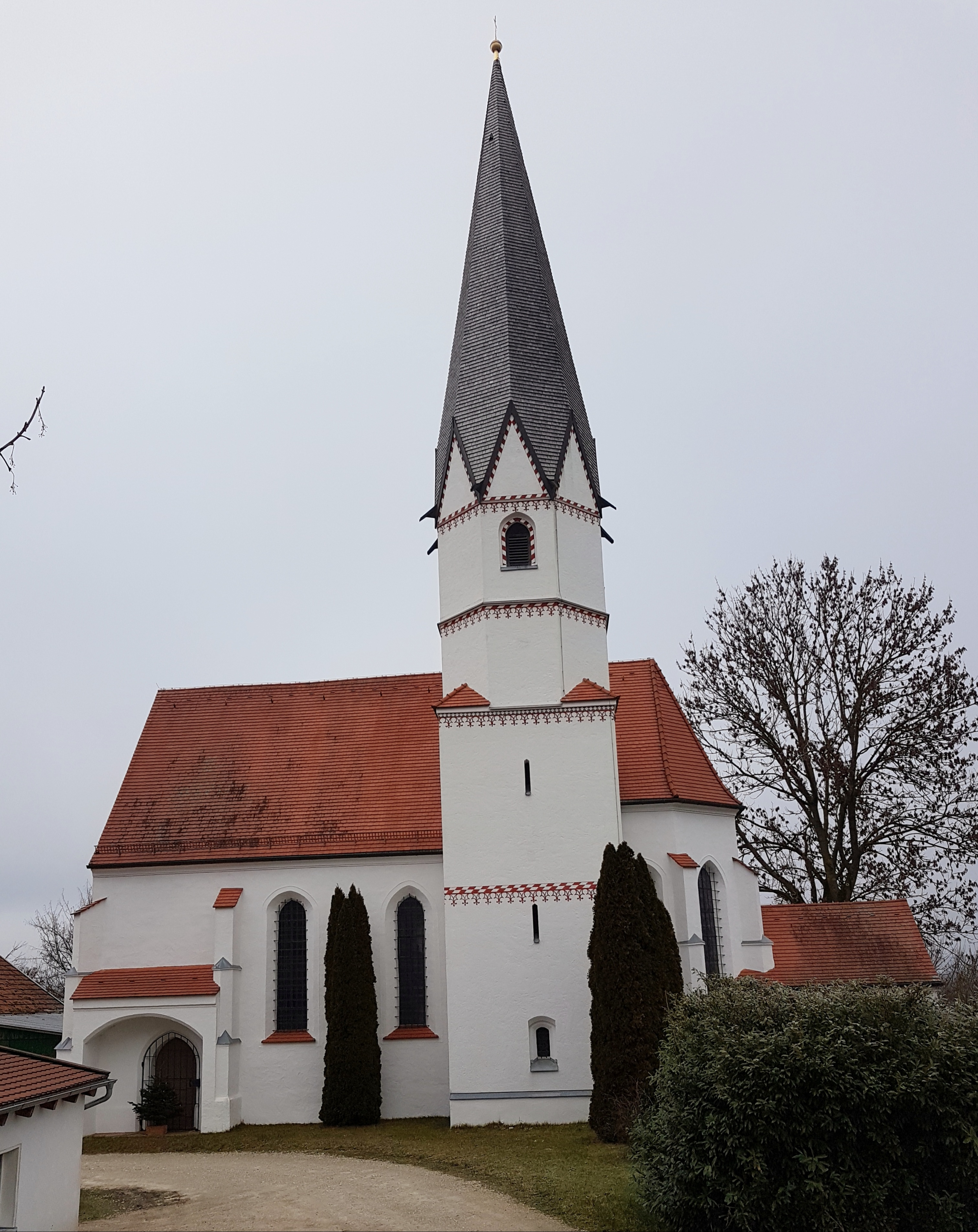
Ulrichskirche Mühldorf

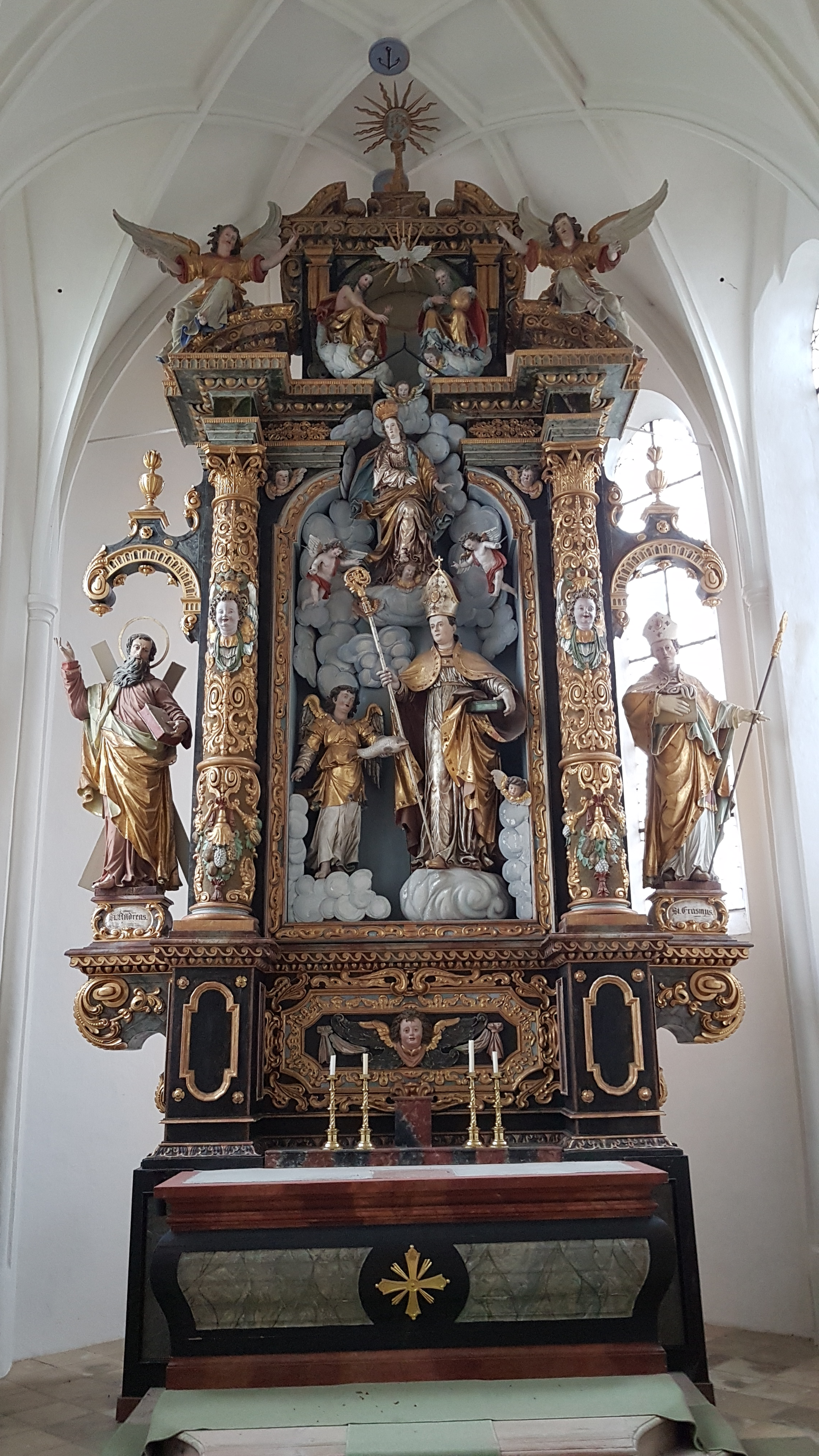
Hochaltar

Die spätgotische Filialkirche St. Ulrich im Petershausener Ortsteil Mühldorf im Landkreis Dachau wurde im späten 15. Jahrhundert errichtet und war bis zur Säkularisation eine Wallfahrtskirche. Sie gehört zur Pfarrei Hohenkammer im Nachbarlandkreis Freising.

## Geschichte
Die elegante Kirche wurde wohl um 1485 erbaut. Darauf weisen die beiden 1486 gegossenen Glocken und der Schlussstein mit dem Wappen des Freisinger Bischofs Sixtus von Tannberg (1473–1495) hin. Wann die Wallfahrt nach St. Ulrich in Mühldorf einsetzte, ist unbekannt, denn es fehlen Zeugnisse dazu. Zur Zeit des Freisinger Fürstbischofs Veit Adam von Gepeckh (1618–1651 im Amt) wurde festgestellt, dass nach Mühldorf mehrere Wallfahrten stattfanden, die Blütezeit erreichten sie aber erst im 17. und 18. Jahrhundert.
In der zweiten Hälfte des 17. Jahrhunderts erhielt die Kirche eine neue Altarausstattung: einen Hochaltar von 1656/58 und zwei Seitenaltäre von 1695 mit den Altargemälden Maria und die 14 Nothelfer und Hl.-Blut-Heiland. Für eine neue Orgel vom Dachauer Orgelbauer Quirin Weber wurde 1732 eine zweite Empore eingezogen. Wegen des Einbaus eines größeren Werkes von Peter Moser musste die Empore 1838 gesenkt werden. Diese Orgel wurde 1974 aus der Kirche entfernt, die zweite Empore um 1975 wieder abgebaut. 1735 wurde an der Chor-Ostwand die Sakristei angebaut. Im Jahre 1798 ruinierte ein Gewitter die Turmkuppel, die danach wieder ausgebessert wurde. Im 19. Jahrhundert wurden die Altäre im Sinne des Historismus stark verändert, diese Umgestaltungen wurden 1911 – bis auf die Seitenaltäre – wieder rückgängig gemacht. 

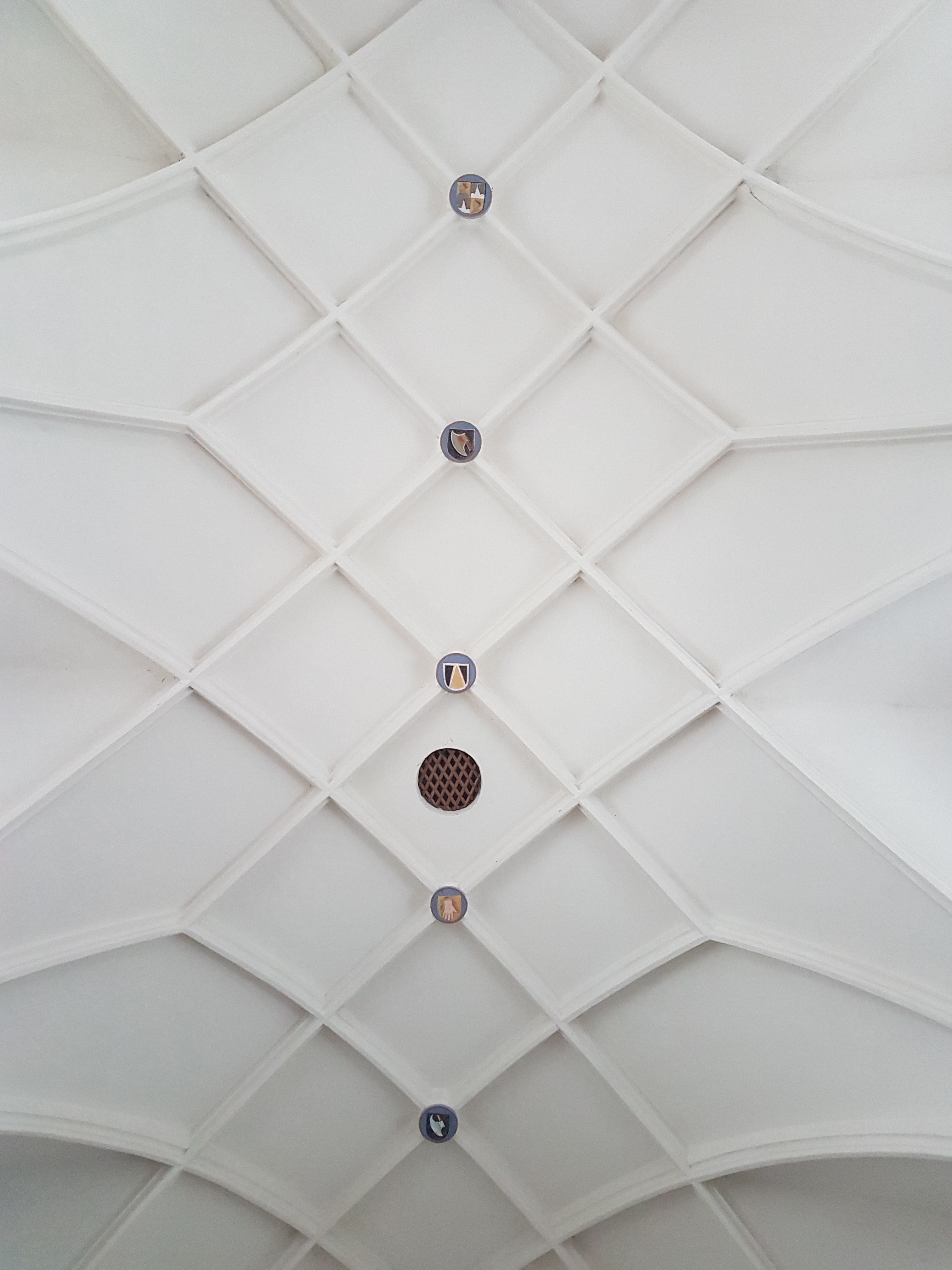
Langhausgewölbe

1791 wurde das Kirchendach repariert, 1823 die Ausstattung neu gefasst und 1980/82 wurden die Retabel der Seitenaltäre entfernt. Außenrenovierungen fanden 1987–1991 und 2013 nach einem Unwetterschaden statt.

## Beschreibung

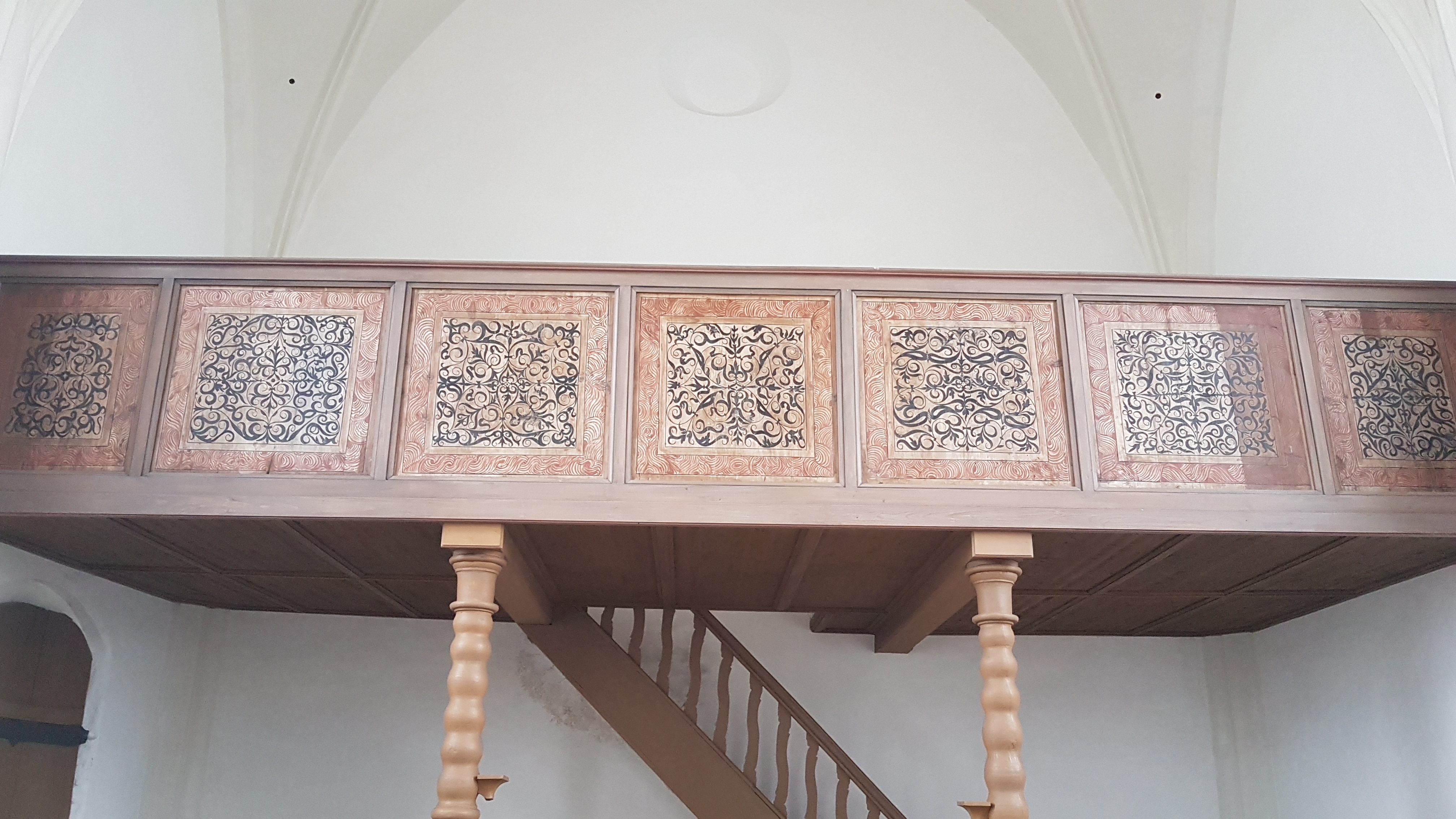
Ornamental bemalte Westempore

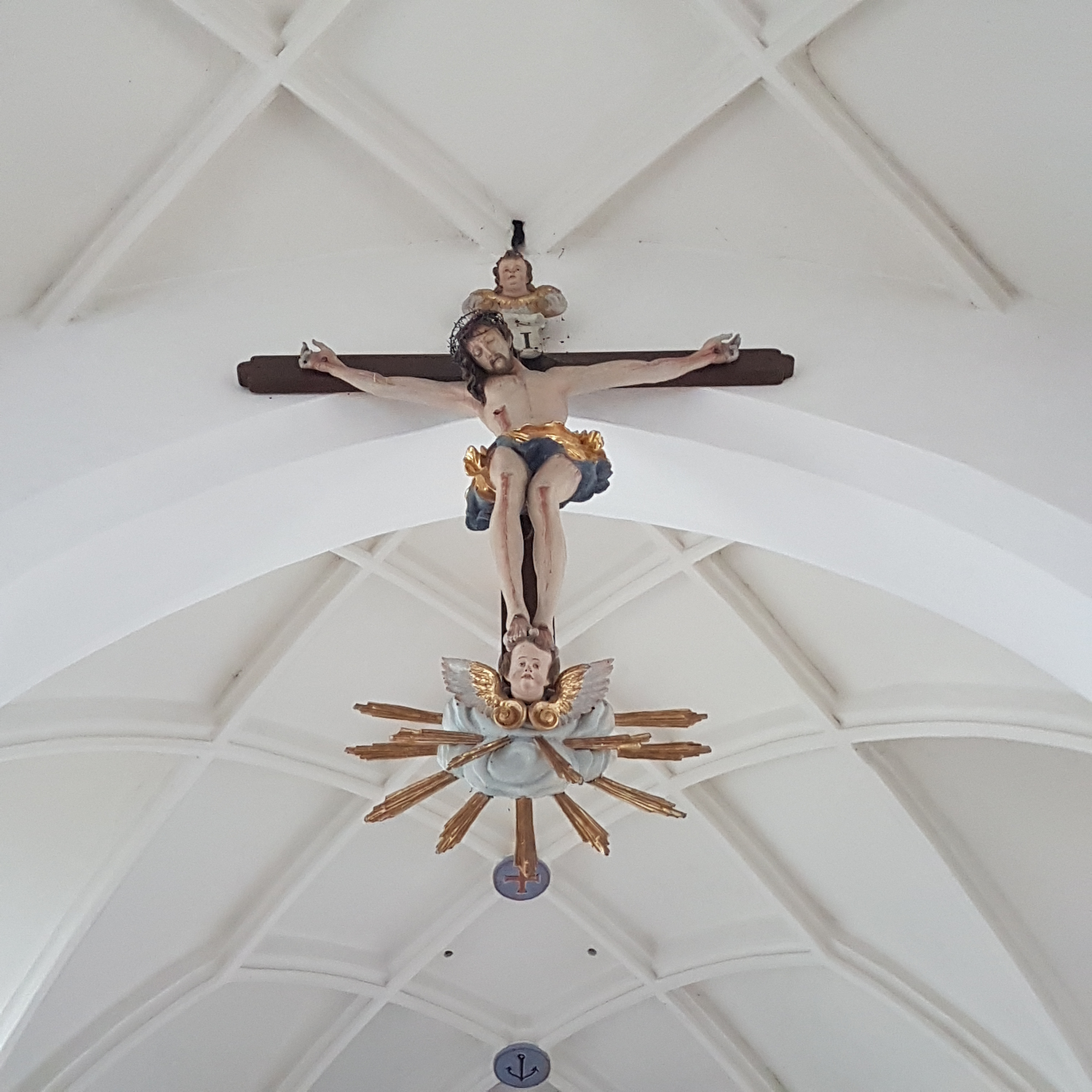
Chorbogenkreuz

Der formvollendete spätgotische Saalbau besteht aus einem dreijochigen Langhaus und einem eingezogenen, zweijochigen Chor, der dreiseitig schließt. Der mit gotischen Rötelornamenten gezierte Turm, der im unteren Teil quadratisch ist, erhebt sich über zwei Geschosse achteckig und mündet mit acht Giebeln in einem hohen, schindelgedeckten Spitzdach. Das wohlproportionierte Äußere wird von Strebepfeilern gestützt. Im Innern nehmen Wanddienste das hoch qualitative Netzgewölbe mit zahlreichen Schlusssteinen auf.

### Ausstattung
Den am Übergang vom Früh- zum Hochbarock stehenden Hochaltar schuf 1656/58 der Münchener Hofbildhauer Constantin Pader. Im Retabel steht der überlebensgroße heilige Ulrich auf einer Wolkenbank; ein Engel hält sein Attribut, einen Fisch. Darüber schwebt Maria nach ihrer Krönung durch die Heilige Dreifaltigkeit, die im Auszug dargestellt ist, dem Heiligen entgegen. Außen an den reich verzierten Säulen stehen auf Konsolen unter Baldachinen die Heiligen Erasmus und Andreas. 1878 wurde der Altar zugunsten einer historistischen Ausstattung abgebaut, die Assistenzfiguren wurden für neue Seitenaltäre verwendet. 1911 wurde der Hochaltar rekonstruiert. 
An der südlichen Chorwand hängt das ehemalige barocke Seitenaltargemälde von 1685, das die Vierzehn Nothelfer zeigt, am Chorbogen ein frühbarockes Triumphkreuz, das 1713 vom Freisinger Hofbildhauer Franz Anton Mallet mit neuem figürlichen Schmuck ausgestattet wurde. Die Seitenaltäre (1877–1878) bestehen heute nur aus der Mensa und Predella mit einem Sockel in der Mitte, der die Figuren der Heiligen Antonius (rechts) und Franziskus (links) trägt. Die Altäre, die einen Stilmix aus Neuromanik und Neugotik darstellen, wurden von Balthasar Kraft geschaffen. Die Figuren stehen allerdings erst seit den 1980er Jahren auf den Konsolen. Die Kanzel (1860/80) an der Nordseite des Langhauses ist im neugotischen Stil gehalten. Der Kanzelkorb ist mit Maßwerk und Rebenbemalung geschmückt. An der Rückwand der Kanzel ist das Bild Hl.-Blut-Heiland vom entfernten barocken Seitenaltar angebracht. Der Schalldeckel besitzt einen einfachen Maßwerkkranz. 
Die bunt bemalten Schlusssteine am ausgezeichneten Rippengewölbe zeigen unter anderem die Wappen der Herren von Kammer, aus der Familie der Parthenecker, des Freisinger Bischofs Sixtus von Tannberg (1473/74–1495), das Wappen von Wolfgang Freiherr v. Weichs, Pfarrer in Hohenkammer und Domherr zu Freising (1473–1490), sowie die fürstbischöflichen Insignien. Die drei östlichen Schlusssteine sind mit einem Kreuz als Symbol für den Glauben, einem Anker für die Hoffnung und einem Herz für die Liebe versehen. An den mittleren Langhauswänden stehen auf Konsolen die Heiligenfiguren von Leonhard (rechts) und St. Ägidius (links); diese sind, wie auch die Seitenaltarfiguren, Reste der hochbarocken Seitenaltäre (1695) von Hans-Christoph Thalhammer. Die Renaissance-Empore ruht auf zwei gedrehten Holzsäulen mit Steinsockeln. An der Brüstung sind als rot-blaues Schablonenmuster Rankenwerk und Spiralmuster, die wie Intarsienarbeiten wirken, aus dem späten 16. Jahrhundert aufgemalt.